# Peter Güntelberg
Peter Güntelberg (11. maj 1728 – 12. juni 1780) var en dansk søofficer.
Han var ud af en familie, som har produceret mange søofficerer i det 18. århundrede. Hans forældre var kommandør Christian Güntelberg (1688-1749) og Kirstine Cathrine Raben (1702-1756), datter af den kendte admiral Peter Raben. Güntelberg indtrådte 1749 i Marinens tjeneste som sekondløjtnant, avancerede 1755 til premierløjtnant, 1760 til kaptajnløjtnant, 1763 til kaptajn og udnævntes tillige med flere andre 1775 til kommandørkaptajn med anciennitet fra 1770. Som ung officer deltog han i det såkaldte "marokkanske togt" 1752-53, hvor 3 fregatter udsendtes for at tilendebringe stridighederne med sultanen, som først venligt havde modtaget den danske udsending, men senere ladet ham fængsle. 1755-58 gjorde Güntelberg tjeneste ved den slesvigske indrullering. 1763-65 kommanderede han en afdeling matroser, der gjorde tjeneste på nogle armerede fartøjer i de vestindiske farvande. 1768 udgav han et skrift: Auxilium memoriæ eller Søkrigs- og Orlogsmands-Haandbog (2 dele), på hvis udgivelse han erholdt privilegium. Efter at han en kort tid 1770 havde afløst kaptajnløjtnant Vosbein som kompagnichef, blev han 1771 udsendt til Middelhavet som chef for fregatten Færø og et transportskib. 1777 udnævntes han til kammerherre; 1779 var han chef for linjeskibet Danebrog. Han døde 12. juni 1780.
Güntelberg blev 1762 gift med Frederikke Louise Erland (født 9. december 1730). Efter Mandens død flyttede hun til Hirsholmene, hvor hun døde 19. marts 1803. Ægteskabet var barnløst.